# تشاللو باديانلو
تشاللو باديانلو هي قرية في مقاطعة مراغة، إيران. عدد سكان هذه القرية هو 133 في سنة 2006.